# Me’ir bar Yo’el ha-Kohen

Grabstein für Me’ir bar Yo’el ha-Kohen auf dem Heiligen Sand in Worms

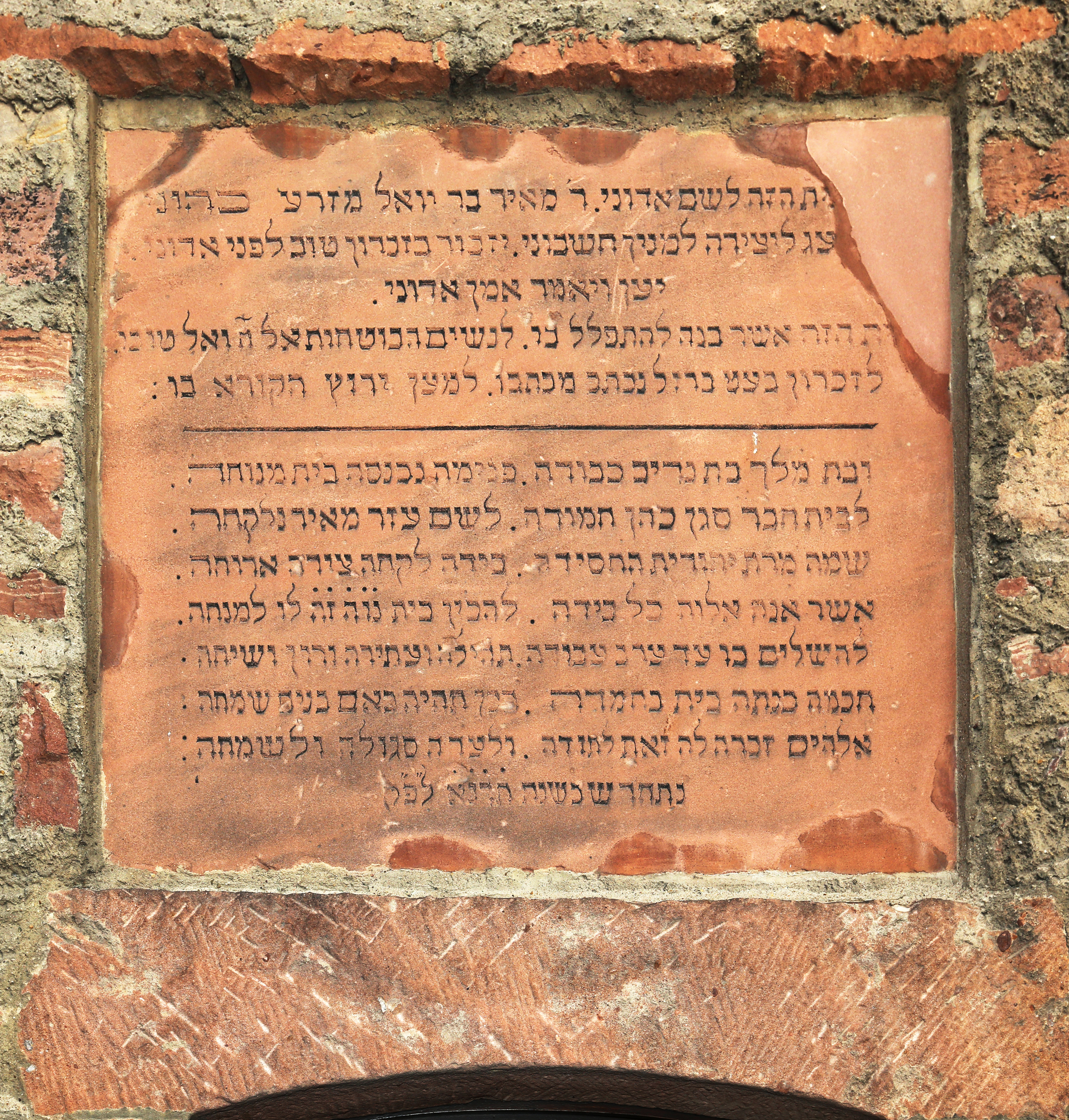
Stiftungsinschrift der Frauensynagoge

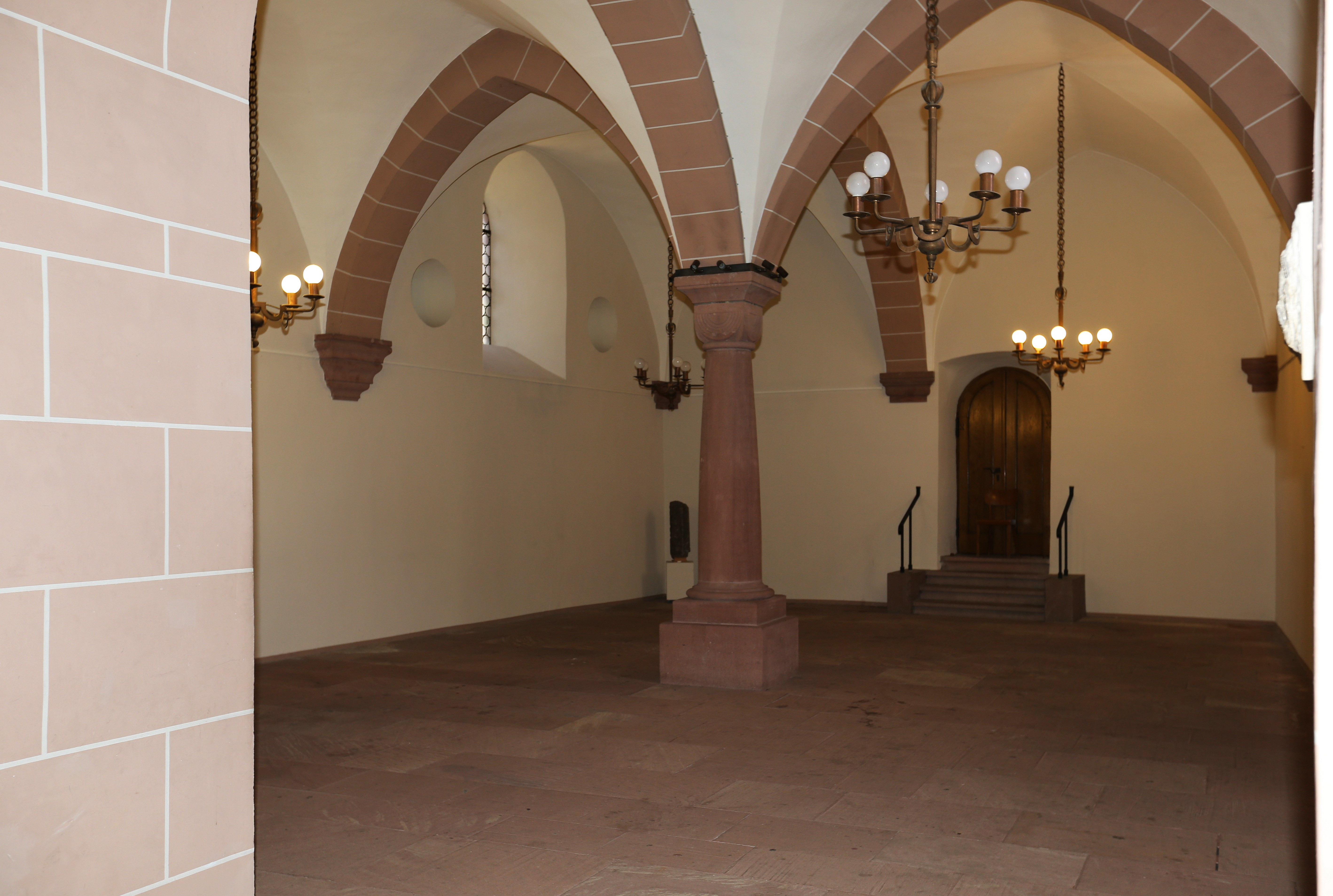
Frauensynagoge

Me’ir bar Yo’el ha-Kohen (geb. im 12. Jahrhundert; gest. 15. November 1224 / 2. Kislev [4]985) stammte aus Worms. Er ist vor allem dafür bekannt, dass er zusammen mit seiner Frau, Jehudit, 1216 die Frauensynagoge in Worms, ein Anbau zur Synagoge Worms, stiftete.
Sein Vater könnte Yo’el bar Nathan ha-Kohen gewesen sein. Beide sind Unterzeichner der Taqqanot Qehillot Šum, einer gemeinsamen Rechtssammlung der SchUM-Städte, der jüdischen Gemeinden von Speyer, Worms und Mainz, die in zwei Versammlungen von Gelehrten und anderen Vertretern der Gemeinden 1220 in Mainz und 1223 verabschiedet wurde.
Das Grab von Me’ir bar Yo’el ha-Kohen ist auf dem alten Jüdischen Friedhof von Worms erhalten. Die Gestaltung des Grabsteins soll das Portal der Frauensynagoge zitieren. Der Grabstein der Judith bat Joseph auf dem Heiligen Sand soll der der Ehefrau des Me’ir bar Yo’el ha-Kohen sein.